# YaYa Gosselin
Felisita Leon " YaYa " Gosselin (Dallas, Texas,  26 de enero de 2009) es una actriz estadounidense. Comenzó su carrera como modelo para comerciales e hizo su debut como actriz en After Omelas (2017). Después de esto, hizo apariciones menores en Peppermint (2018), The Purge (2018), 13 Reasons Why (2019-2020) y FBI (2019-2020). Repitió su papel en el spin-off FBI: Most Wanted (2020-2022) como Tali LaCroix, en la que fue una serie habitual en la segunda temporada. Gosselin obtuvo un amplio reconocimiento por interpretar el papel principal de Missy Moreno en We Can Be Heroes (2020) de Netflix .

## Primeros años de vida
Gosselin nació en Dallas el 26 de enero de 2009 y es hija de Mónica Méndez-Gosselin.  El nombre de nacimiento de Gosselin, Felisita, provenía de su bisabuela Felisita Chávez, al igual que su apodo YaYa. A los tres años de edad, comenzó a actuar en el Dallas Children's Theatre, y también estudió actuación en DTV Studios. Gosselin estudió danza contemporánea y ballet en el Centro de Artes Escénicas Ohlook. Tiene dos hermanas menores.  

## Trayectoria
A los cinco años, Gosselin firmó con una agencia y consiguió su primer trabajo, un mes después, modelando para comerciales como JCPenney, Famous Footwear, Hasbro y Conn's HomePlus.  En 2017, apareció en After Omelas. En 2018, hizo pequeñas apariciones  en la película de acción y suspense Peppermint y en la serie de televisión antológica The Purge.
Gosselin interpretó a Jenny Finley en Lord Finn  ganando un premio a Mejor Actriz Infantil en el Festival de Cine Sunny Side Up en 2020. Apareció en un papel recurrente en FBI antes de aparecer en FBI: Most Wanted, en la que repitió su papel en la primera temporada y se convirtió en una habitual en la segunda. Según Deadline Hollywood, Gosselin se convertirá en estrella invitada. En agosto de 2019, a los diez años, se informó que Gosselin se había unido al elenco de We Can Be Heroes de Netflix, la secuela independiente de Las aventuras de Sharkboy y Lavagirl en 3-D. Gosselin afirmó que disfrutó filmar y trabajar como especialista, diciendo que fue "un desafío, sin duda, pero muy divertido". Netflix estrenó la película el 25 de diciembre de 2020. Gosselin recibió elogios por su papel. El Chicago Sun-Times elogió su "interpretación ganadora", y RogerEbert.com dijo que el papel "con suerte" sería el "gran avance para una larga carrera". En las primeras cuatro semanas de su estreno, la película fue vista en 44 millones de hogares. En enero de 2021, Netflix ordenó una secuela. En marzo de 2021, Gosselin fue elegida para el largometraje Trans Los Angeles en un segmento de la película titulado Period. Ella interpretó a una niña tímida de 12 años. En diciembre de ese año, Gosselin fue anunciada como actriz principal en la serie Surfside Girls de Apple TV+ junto a Miya Cech. La primera interpreta a Sam, quien, con su mejor amiga Jade (Cech), se encuentra con un fantasma y espera romper una maldición.

## Filmografía
| Año         | Título                          | Papel                       | Notas                                                                  |
| ----------- | ------------------------------- | --------------------------- | ---------------------------------------------------------------------- |
| 2017        | After Omelas                    | Lauren                      | Cortometraje                                                           |
| 2018        | Peppermint                      | Ana                         | [ 7 ]                                                                  |
| 2018        | The Purgue                      | Joven Penélope              | Episodio: "El impulso de purgar"                                       |
| 2018        | Laugh Till It Hurts             | Tiara                       | Cortometraje                                                           |
| 2018        | Law and Order: Sting Unit       | Oficial Olivia              | Cortometraje                                                           |
| 2018        | Day 13                          | Gabby Rae                   | Cortometraje                                                           |
| 2019        | Lord Finn                       | Jenny Finley                | [ 6 ]                                                                  |
| 2019 - 2020 | FBI                             | Natalia "Tali" Skye LaCroix | 2 episodios; Invitada ( temporadas 1 y 2 )                             |
| 2019 - 2020 | 13 Reasons Why                  | Graciella Padilla           | 2 episodios; Invitada (temporadas 3 y 4)                               |
| 2020 - 2022 | FBI: Most Wanted                | Natalia "Tali" Skye LaCroix | Papel recurrente ( temporada 1 ); Papel principal ( temporadas 2 y 3 ) |
| 2020        | We Can Be Heroes                | Missy Moreno                | Película de streaming                                                  |
| 2021        | Dr. Bird's Advice for Sad Poets | Joven Jorie                 | [ 7 ]                                                                  |
| 2022        | Surfside Girls                  | Sam                         | Papel principal                                                        |